# Escuela madrileña

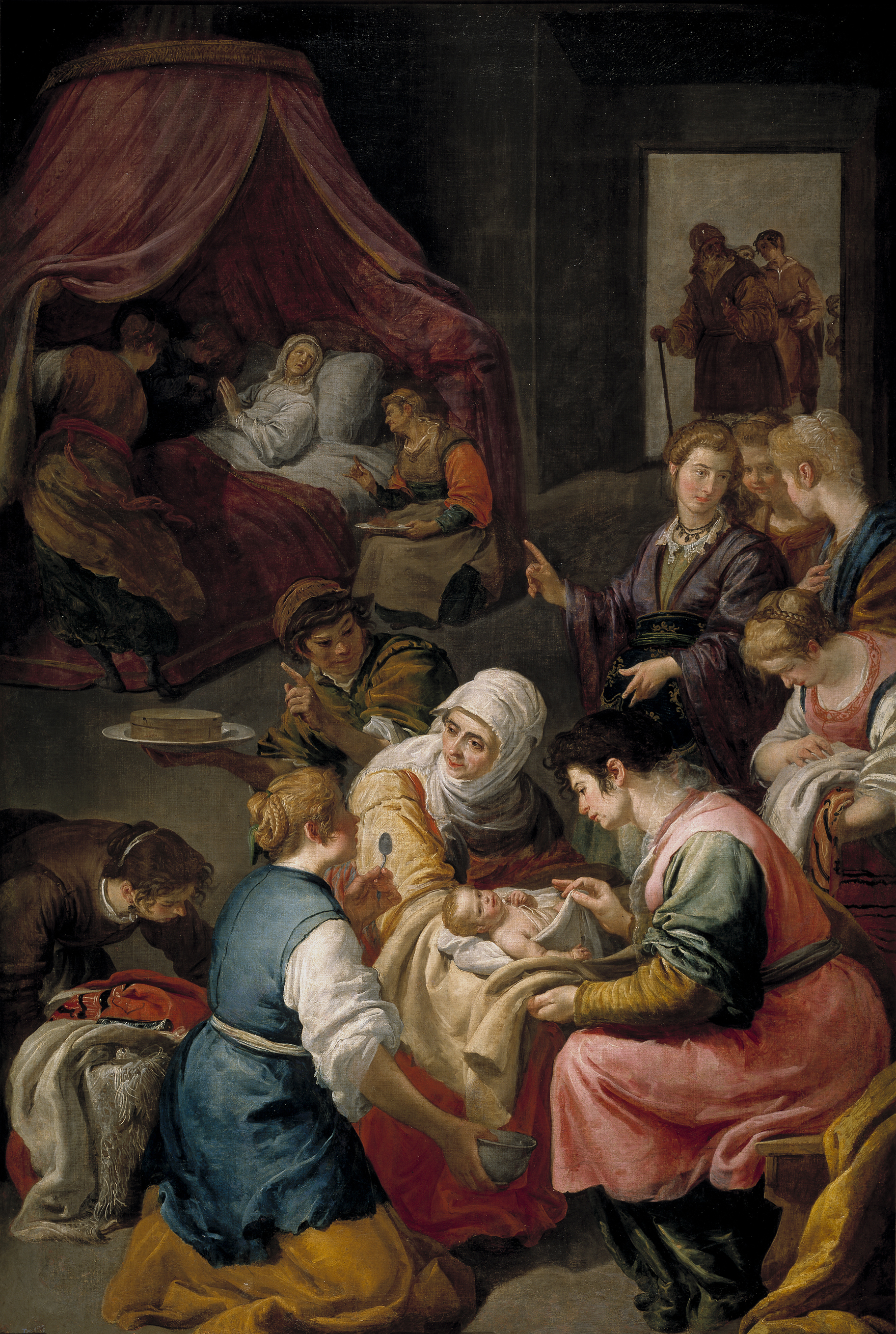
Jusepe Leonardo, Nacimiento de la Virgen, Museo del Prado, Madrid. El sentido espacial aproxima la pintura de Leonardo a la obra de Velázquez.

Escuela madrileña es el nombre que recibe la escuela de pintura surgida en torno a la Corte madrileña durante los reinados de Felipe IV y Carlos II. Se desarrolla, pues, a lo largo de casi todo el siglo XVII, siglo de Oro de la pintura española; aunque en esta escuela no faltan figuras de indudable talla, el nombre de muchos maestros ha quedado oscurecido por la contemporaneidad de grandes artistas de valía universal como Velázquez, Zurbarán, Murillo, etc.
Los analistas de la escuela madrileña han insistido en considerar su desarrollo como un resultado del poder aglutinante de la Corte; lo verdaderamente decisivo no es el lugar de nacimiento de los diferentes artistas, sino el hecho de que se eduquen y trabajen en torno y para una clientela nobiliar y religiosa radicada junto a la realeza. Esto permite y favorece una unidad estilística aunque se aprecien las lógicas divergencias debidas a la personalidad de los integrantes. Otros atribuyen mayor importancia a la figura de Velázquez en su relación con la escuela madrileña. Se dice entonces que ésta arranca de aquel. Lo cierto es que, aunque sea mucho lo que la escuela madrileña debe a la personalidad de Velázquez, como tal escuela es anterior en el tiempo a la llegada a Madrid del gran pintor sevillano. Por otra parte, hay otros pintores que desarrollan su actividad al mismo tiempo que él y que utilizan, sin embargo, un lenguaje expresivo similar al del resto de la escuela. De otro lado no debería considerarse a Velázquez como «maestro» en el auténtico sentido de la palabra, pues sus discípulos directos, los que aprendieron a su lado, son muy escasos, si bien no faltan imitadores de sus obras y de ciertos elementos de su estilo entre los artistas posteriores a su muerte.
En su origen la escuela madrileña está vinculada, pues, a la subida al trono de Felipe IV, monarca que hace de Madrid, por primera vez, un centro artístico. Esto supone un despertar de la conciencia nacionalista al permitir una liberación de los moldes italianizantes anteriores para saltar de los últimos ecos del manierismo al tenebrismo. Este será el primer paso de la escuela, la cual en sentido gradual, va caminando sucesivamente hasta la consecución de un lenguaje barroco más autóctono y ligado a las concepciones políticas, religiosas y culturales de la monarquía de los Austrias, para ir a morir con los primeros brotes del rococó que se manifiestan en la producción del último de sus representantes, Antonio Palomino. Con ello se cierra la trayectoria íninterrumpida de esta escuela la cual agrupa, por tanto, a los artistas inmediatamente anteriores a Velázquez, a sus contemporáneos, discípulos y seguidores.

## Peculiaridades del lenguaje expresivo de la escuela madrileña
Las técnicas más empleadas son el óleo y el fresco. Estilísticamente, se parte de un naturalismo con una notable capacidad de síntesis para desembocar oportunamente en la complejidad alegórica y formal características del barroco decorativo. Muestran estos pintores una gran preocupación por los estudios de la luz y el colorido, destacando en un principio los juegos entre tonos extremos propios del tenebrismo que posteriormente van a ser sustituidos por un colorismo más exaltado y luminoso. Reciben y asimilan las influencias italianas, flamencas y velazqueñas.
La clientela determina el hecho de que la temática se reduzca casi exclusivamente a retratos y cuadros religiosos.

## Antecedentes y nacimiento
El nacimiento de esta escuela no es un hecho gratuito. Ya desde un siglo antes, durante el reinado de Felipe II, Madrid se ha convertido en la capital política del Reino. Entonces es cuando se recurre a Italia (por el prestigio de que gozaba este país en el campo de las artes) para hacer venir a un grupo de artistas, que con sus obras dieran brillo a la monarquía de los Austrias. Se forma así el círculo de los maestros vinculados a Toledo (El Greco y posteriormente Luis Tristán, Pedro de Orrente, Juan Bautista Maíno...) y a El Escorial. Aquí están las fuentes o precedentes más inmediatos de la posterior escuela madrileña. Pero, mientras en las demás escuelas regionales el tenebrismo ha empezado a manifestarse con fuerza pujante, Madrid se retrasa en la asimilación del fenómeno. Por otra parte, ya en el primer tercio del siglo XVII Vicente Carducho, fue una personalidad clave en el nacimiento y difusión de la escuela madrileña, como paso del manierismo italianizante al realismo, sin olvidar la influencia del valenciano Francisco Ribalta.

## Evolución estilística y principales representantes
Dentro de la escuela madrileña se pueden distinguir varias generaciones de artistas. Se inicia con el grupo compuesto por los pintores pertenecientes al primer tercio del siglo XVII. La pintura de Corte (como señalan Diego Angulo Íñiguez y Alfonso Pérez Sánchez) no tiene todavía sus características bien definidas. La influencia del manierismo italiano parece clara, si bien se aprecia un incipiente naturalismo. Liderando el grupo está Vicente Carducho que reúne a la vez la influencia italiana en su doble vertiente, florentina y veneciana, y el gusto por el naturalismo que le viene de las últimas corrientes de la pintura italiana, llegadas a España con Orazio Borgianni; un ejemplo de ello es el manierismo latente en su Visión de San Antonio en el Museo del Hermitage; la influencia de Tintoretto apreciable en los cuadros de batallas para el Salón de Reinos del Palacio del Buen Retiro y el realismo naturalista en las Historias cartujanas para el monasterio de El Paular. Carducho es además el maestro de Francisco Rizi, que será el difusor del estilo de la escuela madrileña en la tercera generación. Por otra parte, es el primer teorizante de la escuela y, puesto que representa un periodo de transición al nuevo estilo, ofrece una curiosa contradicción entre sus teorías que propugnan aún un manierismo clasicista y su manera de ponerlas en práctica, sobre todo en las últimas obras en las que se adscribe al barroco naturalista. Mayores conquistas en este terreno y en lo relativo a la consolidación de la escuela las ofrece Eugenio Cajés. A este grupo pertenecen maestros como Juan Bautista Maíno, Pedro Núñez del Valle, Juan van der Hamen o Angelo Nardi, junto a otros menos conocidos pero de calidad estimable como Antonio de Lanchares, Luis Fernández o Domingo de Carrión.

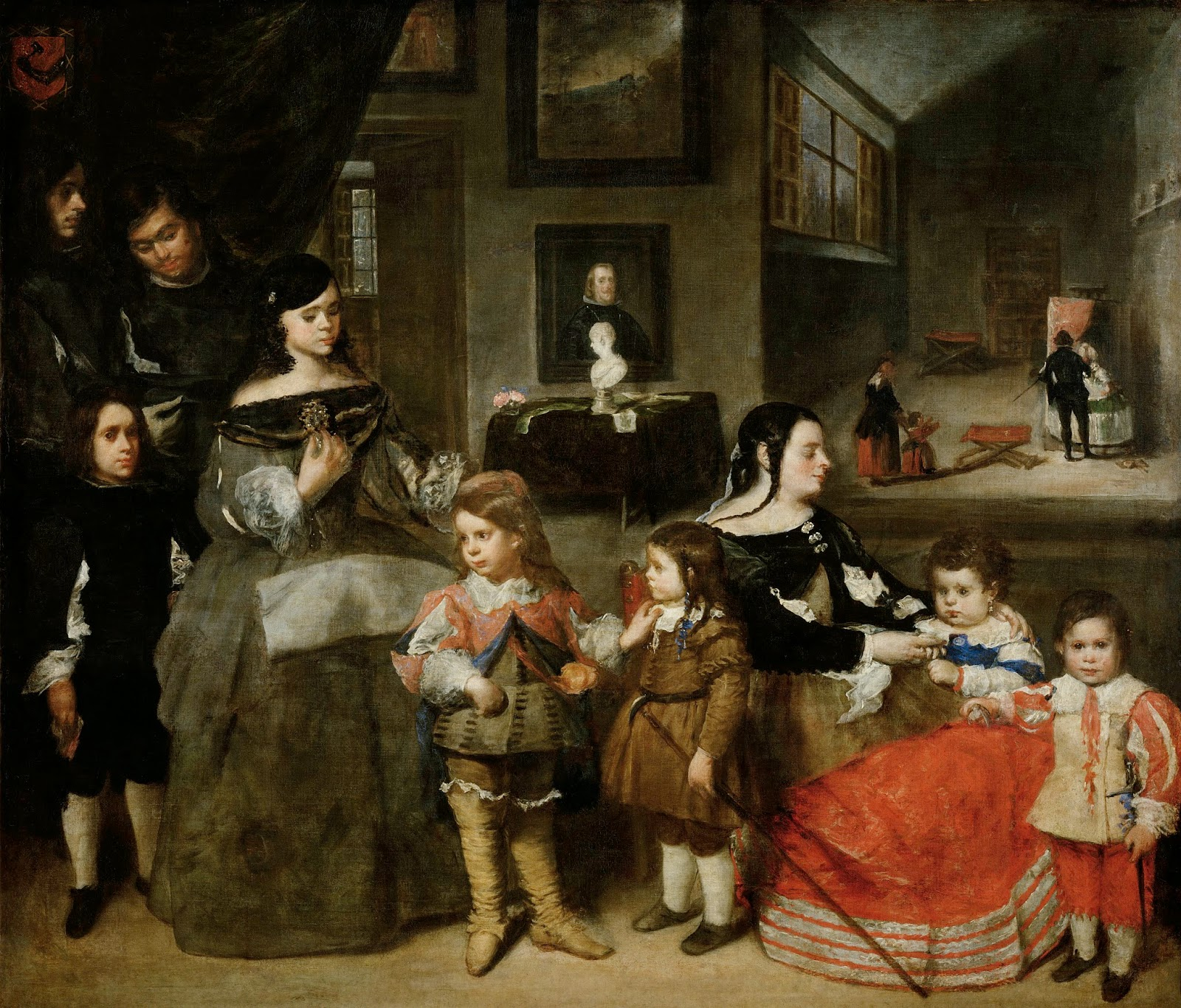
La familia del pintor, óleo de Juan Bautista Martínez del Mazo discípulo de Velázquez. En el Kunsthistorisches Museum.

El segundo grupo queda representado por la generación de Velázquez que comprende prácticamente todo el reinado de Felipe IV. Está integrada, entre otros, por los discípulos del maestro: Juan Bautista Martínez del Mazo y Juan de Pareja y sus contemporáneos más sobresalientes: Antonio de Pereda y Salgado, fray Juan Rizi y Francisco Camilo. De los discípulos, Mazo es el mejor intérprete de la pintura de su maestro, pero carece de su espontaneidad y ligereza (su retrato de familia en el Museo de Viena nos confirma esta opinión); excelente retratista (algunos de sus retratos se han atribuido a Velázquez) se singularizó en la pintura de paisajes con pequeñas figuras, muy alabadas por su contemporáneo Jusepe Martínez. Peor dotado, Juan Pareja, por su parte, como afirma Enrique Lafuente Ferrari, se acerca más a la influencia de la generación de Carreño que la de su maestro como se aprecia sobre todo en sus creaciones de la Inmaculada, tema muy difundido en la escuela madrileña. En este tema la presencia de los prototipos de Carreño es bien patente y se manifiesta en la iconografía por el paso de la actitud orante y activa, tradicional desde el siglo XVI, a una actitud pasiva, como receptora de la gracia.
Pereda y Juan Rizi, cada cual en su estilo, se muestran más fieles a la corriente tenebrista. En el primero el gusto por la representación exacta de la naturaleza propia de un bodegonista y el amor al detalle que recibe de la pintura flamenca se advierte en cuadros como la Alegoría de la Vanidad del Kunsthistorisches Museum de Viena y El sueño del Caballero de la Real Academia de Bellas Artes de San Fernando, tanto como en la pintura religiosa que constituye su especialidad, no faltando, con todo, los recuerdos de Velázquez y de la escuela veneciana que se pueden apreciar en obras como el Socorro de Génova pintado para el Salón de Reinos (Prado).
En Juan Rizi, pintor de las series de historias benedictinas (Prado) hay evidentes contactos con Zurbarán.
Francisco Camilo es un caso algo especial: formado en el taller de Pedro de las Cuevas, creará su personal versión del manierismo aprendido, dotándolo de un colorido vibrante y una factura suelta y de gran libertad, que le distingue del estilo de la mayoría de sus contemporáneos, más pesado y corpóreo.
El tercer grupo está representado por los artistas posteriores a Velázquez, cuya producción se adentra ya en el reinado de Carlos II.
Juan Carreño, Francisco Rizi, Mateo Cerezo, José Antolínez, Juan Antonio Frías y Escalante, Francisco Herrera el Mozo o Claudio Coello son, entre otros muchos, los mejor conocidos pintores de este periodo, que dejó un elevado número de artistas de calidad, entre los que también pueden citarse Antonio Arias, Benito Manuel Agüero, Juan Martín Cabezalero, José Jiménez Donoso o Sebastián Muñoz, sin llegar a completar la nómina de la que fue, sin duda, una de las mejores y más nutridas generaciones de artistas españoles.
Es entonces cuando se aprecian la influencia de Velázquez y de la escuela flamenca en forma más directa. Los artistas de esta generación utilizaron para sus estudios las colecciones reales, ricas en pintura de las escuelas veneciana y flamenca, revitalizada con la estancia de Rubens en la Corte madrileña pero sobre todo con la llegada de numerosa pintura flamenca, lo que contribuyó a la asimilación de esta última influencia. La velazqueña se deja notar sobre todo en los retratos de Corte, mientras que la flamenca se circunscribe preferentemente a los cuadros religiosos. Sin embargo, estas dos influencias -flamenca y velazqueña- sumadas a la veneciana, que nunca fue olvidada por la escuela, aparecen frecuentemente superpuestas. 
Carreño, pintor de Carlos II y de su madre Doña Mariana de Austria, recibe la influencia de la escuela flamenca a través de Van Dyck manifestada en ese gusto por la elección de tipos esbeltos y elegantes, sin que por ello deje de recoger y de exagerar algunas actitudes y prototipos del retrato áulico velazqueño (p. ej.: Retrato de Francisco Bazán y Carlos II, en el Museo del Prado. La influencia veneciana se aprecia en el Pedro Ivanowitz Potemkin del mismo museo).
En Francisco Rizi se manifiesta con mayor intensidad la exaltación propia del barroco decorativo que en este tercer periodo de la escuela madrileña ofrecerá como constantes los cielos de un intenso azul, colores más claros y luminosos y carnaciones de tonalidades nacaradas. Cerezo, Antolínez y Escalante destacan por su brillante color.
Por último, con Claudio Coello, las influencias de Rubens y la escuela veneciana por un lado y la de Pietro da Cortona por otro, permiten la culminación del barroco decorativo. Tonalidades ricas en colorido, ángeles sonrosados, arquitecturas barrocas... son la imagen de la Iglesia triunfante del barroco de la Contrarreforma. A la vez el eco de la obra de Velázquez, plenamente asimilada en lo que tiene de aportación más original (perspectiva aérea) queda reflejada en el gran lienzo de la Sacristía de El Escorial (Adoración de la Sagrada Forma). Esta atención a los juegos ilusionistas de perspectiva es una constante en toda la pintura al fresco que tendrá una brillante continuación durante la centuria siguiente. Al finalizar el siglo y anunciarse la decadencia del Imperio español y el cambio de dinastía, la escuela madrileña se cierra con la personalidad de Antonio Palomino. Como la figura más importante de los orígenes de la escuela madrileña, Palomino es también un pintor de transición y un teorizante que nos ha legado con sus escritos una especie de testamento literario de esta escuela y un documento inapreciable para su comprensión.